# Iytjenu
Iytjenu là một vị vua Ai Cập cổ đại thuộc thời kỳ Chuyển tiếp thứ Nhất, khoảng năm 2100 TCN. Có rất ít thông tin về ông được biết đến vì ông chỉ được chứng thực một cách gián tiếp trong tên của một người phụ nữ được gọi là Zat-Iytjenu - Người con gái của Iytjenu. Phần Iytjenu nằm trong tên của người phụ nữ này được viết trong một đồ hình hoàng gia. Trong thời kỳ này, đồ hình chỉ được sử dụng để viết tên của một vị vua. Do đó, tên của bà phải nhắc tới một vị vua. Tên của vị vua này bao gồm hai phần: Iy và Tjenu, cả hai phần này đều được chứng thực là các tên gọi độc lập. Vị trí của vị vua này trong thời kỳ Chuyển tiếp thứ Nhất vẫn còn mang tính suy đoán cao.
Zat-Iytjenu chỉ được biết tới từ cửa giả của bà (bảo tàng Ai Cập Cairo, JE 59158) vốn được Cecil Mallaby Firth khai quật ở Saqqara vào khoảng thời gian từ năm 1920 tới 1922. Firth chưa bao giờ có thời gian để xuất bản tấm bia này. Tuy nhiên, một ghi chú về tên của nhà vua đã được Henri Gauthier viết ngay sau đó vào năm 1923. Cánh cửa giả này chỉ được xuất bản Henry George Fischer xuất bản hoàn toàn vào năm 1963. Có rất ít thông tin được biết đến về Zat-Iytjenu. Bà mang tước hiệu niềm vinh dự duy nhất của nhà vua và Nữ tư tế của Hathor. Mối quan hệ của bà với Iytjenu chưa rõ ràng. Tên hoàng gia là một phần của tên riêng vốn là điều phổ biến trong hầu hết các thời kỳ của lịch sử Ai Cập cổ đại.